# Дуомо

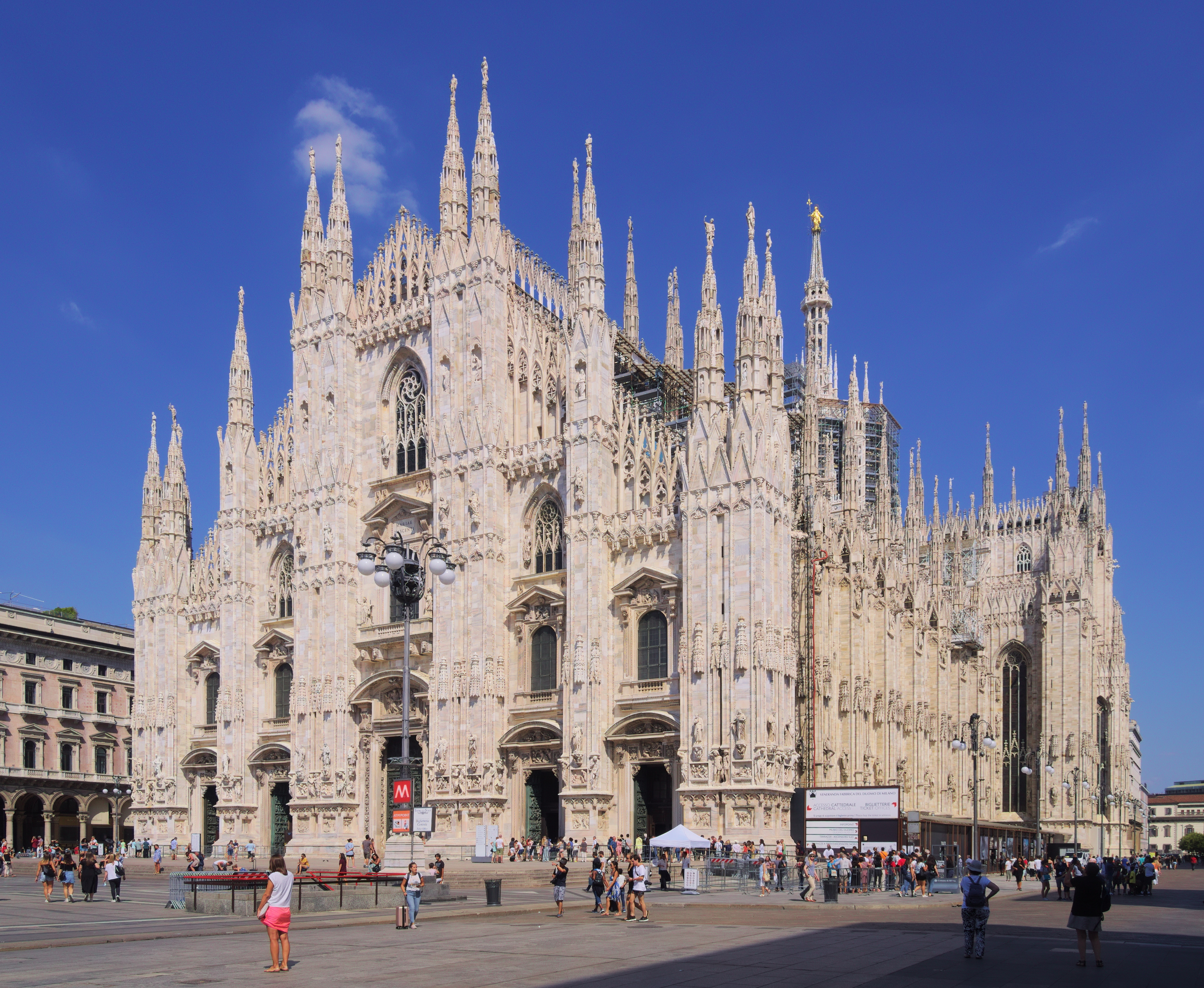
Дуомо-ди-Милано

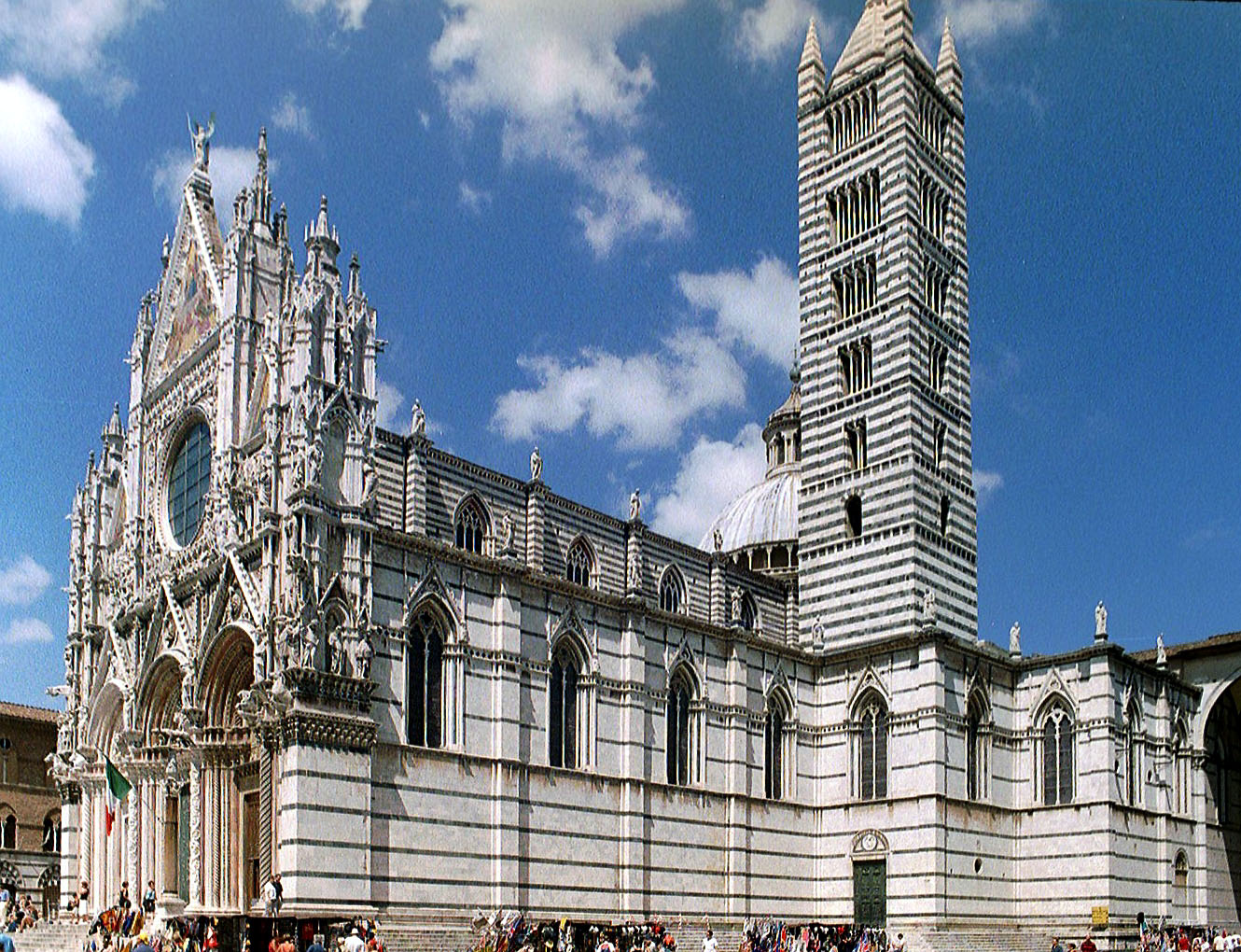
Дуомо-ди-Сиена

Дуомо-ди-Фиренце (Фиренце — Флоренция)

Дуо́мо (итал. Duomo) — термин, обозначающий в Италии собор, центральное культовое сооружение итальянского города, часто в готическом стиле. Чаще всего название «дуомо» получает кафедральный собор, но если храм впоследствии утрачивает функции епископской кафедры, название сохраняется. Некоторые дуомо никогда не были кафедральными, например, Монца не имела своего епископа, поскольку формально всегда принадлежала Милану, но Дуомо-ди-Монца играет роль главной церкви города.

## Этимология
Итальянское слово duomo известно с XII (по другим данным — с X) века. Происхождение слова — от лат. domus — «дом», под которым подразумевается domus Dei — «дом Божий». Некоторые источники также предполагают в качестве исходной фразы варианты domus ecclesiae — «дом церкви», «церковный дом» или domus episcopi — «дом епископа». В последнем случае слово «дуомо» выступает как полный синоним понятия «кафедральный собор», что не всегда справедливо (см. ниже). Латинское словосочетание domus Dei встречается уже в сочинении «De spirituali aedificatione Domus Dei» святого Зенона Веронского, бывшего епископом этого города между 356 и 380 годами.

## В итальянском языке
В итальянском языке существуют три близкие по значению слова, обозначающие главную церковь или собор города: basilica, cattedrale и duomo. Эти слова близки и часто путаются даже носителями языка, но их значение не идентично:
- basilica (рус. базилика, от греч. βασιλική) обозначает крупную, часто наиболее красивую и богатую церковь города или региона;
- duomo обозначает, как было сказано выше, главную городскую церковь, собор. Часто, но не всегда, является также кафедральным собором;
- cattedrale (рус. кафедральный собор) — собор, в котором находится епископская кафедра, то есть город, где он находится, должен быть центром епископства[2].

## В русском языке
В русском языке используется самостоятельно либо в качестве части имени собственного, и может обозначать в частности:
- Дуомо-ди-Милано — кафедральный собор Рождества Девы Марии в Милане[8]
- Дуомо-ди-Ачиреале[итал.] — кафедральный собор в Ачиреале[9]
- Дуомо-ди-Верона — кафедральный собор Санта-Мария-Матриколаре в Вероне[10]
- Дуомо-ди-Катания[итал.] — кафедральный собор святой Агаты в Катании[11]
- Дуомо-ди-Палермо — кафедральный собор Успения Девы Марии в Палермо[12]
- Дуомо-ди-Пиза — кафедральный собор в честь Успения Пресвятой Девы Марии в Пизе[13]
- Дуомо-ди-Сиена — кафедральный собор в честь Вознесения Пресвятой Девы Марии в Сиене[14]
- Дуомо-ди-Сиракуза — кафедральный собор Рождества пресвятой Марии в Сиракузах[15]
- Дуомо-ди-Таормина[итал.] — церковь Николая Чудотворца в Таормине[16]
- Дуомо-ди-Фиренце — кафедральный собор Санта-Мария-дель-Фьоре во Флоренции[17][18]